# ریتمانس
ریتمانس (انگلیسی: Reitmans) شرکت خرده‌فروشی پوشاک کانادایی است، که در سال ۱۹۲۶ توسط هرمان ریتمان و سارا ریتمان تأسیس شد.